# Willy Wielemans
Willy Wielemans (1939) is een Belgisch onderwijskundige, en emeritus-hoogleraar aan de Katholieke Universiteit Leuven.

## Levensloop
Wielemans studeerde in 1962 aan de Universiteit van Rome  af in de filosofie. In 1967 behaalde hij een Master of Education aan de Katholieke Universiteit Leuven. In 1973 promoveerde hij aldaar in de Pedagogische Wetenschappen op een vergelijkende studie naar de impact van industrialisatie op het onderwijs in Frankrijk en Italië.
In 1976 begon Wielemans aan de Katholieke Universiteit Leuven in het onderzoekscentrum voor vergelijkbare onderwijskunde, waar hij van 1986 tot 2000 de leiding op zich nam. In 1978 volgde een aanstelling als hoogleraar aan de afdeling Pedagogische Wetenschappen. Als gastdocent ging hij naar China, Uruguay, Thailand en Zuid-Afrika. In 2000 ging hij met emeritaat.
In de jaren 1980 was Wielemans enige tijd voorzitter van het Nederlandstalig Genootschap voor Vergelijkende Studie van Onderwijs en Opvoeding (NGVO),, een vereniging die in 1973 was opgericht door Cyriel De Keyser en Elzo Velema.

## Publicaties, een selectie
- The impact of the industrialization process on education in France and Italy from 1860 till 1970, KU Leuven, 1973.
- Basisvorming in het voortgezet onderwijs: Nederland, Engeland, Frankrijk, Duitse Bondsrepubliek, met Ilse Vermeerbergen. Leuven: Garant, 1990.
- Ingewikkelde ontwikkeling : opvoeding en onderwijs in relatie tot maatschappij en cultuur, 2000.

Artikelen, een selectie
- Joost Lowyck en Willy Wielemans, "IN MEMORIAM: Prof. Em. Cyriel De Keyser 1921-2001[dode link]", in: Pedagogische Studien, 2002 (79) p. 3-4.

## Trivia
- In een IKON-radioprogramma op Radio 5 in 1988 sprak Wielemans over de "cultuurkritische aspecten van de bezuinigingswoede in het Nederlands onderwijs".[1]